# Neumann Adolf
Héthársi Neumann Adolf, névváltozata: Neuman (Héthárs, 1870. december 1. – Bécs, 1929. szeptember 29.) nagykereskedő, kereskedelmi tanácsos, bankigazgató, Neumann Henrik orvos bátyja.

## Élete
Neuman Hermann (1838–1923) kereskedő, talmudtudós és Hirsch Jetti fia. Tanulmányai végeztével a Hercz Zsigmond által alapított gépgyár tisztviselője lett. 1894-ben az Assicurazioni Generali biztosítóintézet miskolci főügynökévé nevezték ki. Még ugyanebben az évben megalapította a Neuman Adolf céget, amely a biztosítási üzleten kívül ellátta a Magyar Általános Kőszénbánya Részvénytársaság, illetve a Borsodi Szénbányák vezérképviseletét. 1903-ban megalapította a miskolci Kereskedelmi és Gazdasági Bankot, amelynek később vezérigazgatója lett. Rövid idő alatt a legjelentősebb hitelintézetek közé került az igen széles körű pénzügyi és kereskedelmi tevékenységgel. Közreműködött többek között a Felsőmagyarországi Parcellázó és Ingatlanbank Rt., a Borsodi Szénbányák Rt., a Sajószentpéteri Üveggyár, a Magyar Őstermelő Rt., a Magyar Trachitművek Rt. (1912), a Szikszói Gőzmalom és Iparművek és a Hernádnémeti Műmalom megalapításában. Igazgatósági tagja volt a MÁK-nak, a Magyar Általános Takarékpénztárnak és alelnöke az Országos Magyar Kertészeti Egyesületnek (OMKE). A Miskolci Kereskedelmi és Iparkamara (1918-tól), valamint a Miskolci Kereskedelmi Testület elnöke volt, illetve választmányi tagja a Kereskedők és Gazdák Körének. Az 1926-ban megalakult Idegenforgalmi Szövetség társelnöke. Több mint húsz évig állt a Chevra Kadisa és a Felsőmagyarországi Zsidókórház Egyesület élén. Az országgyűlés felsőházának póttagja volt. 1911-re nagyobb földbirtokkal rendelkezett. Két bérháza volt a miskolci Széchenyi utcában és borospincéi az Avason.
1918-ban apja révén – aki maga is szerepet vállalt a közéletben – megkapta héthársi előnévvel a magyar nemességet.
Nyughelye a miskolci avasi zsidó temetőben található.

## Családja
Felesége Bródy Szerén volt, Bródy Miksa kereskedő és Weinberger Hani lánya, akit 1897. április 7-én Sajószentpéteren vett nőül.
Gyermekei:
- héthársi Neumann Klára (1898–?). Férje Sacher Imre.
- héthársi Neumann Pál (1904–?)

## Díjai, elismerései
- Ferenc József-rend lovagkeresztje